# Relaciones España-Omán
Las relaciones España-Omán son las relaciones internacionales entre estos dos países. Omán tiene una embajada y un consulado ambos en Madrid. España tiene una embajada en Mascate.

## Relaciones diplomáticas

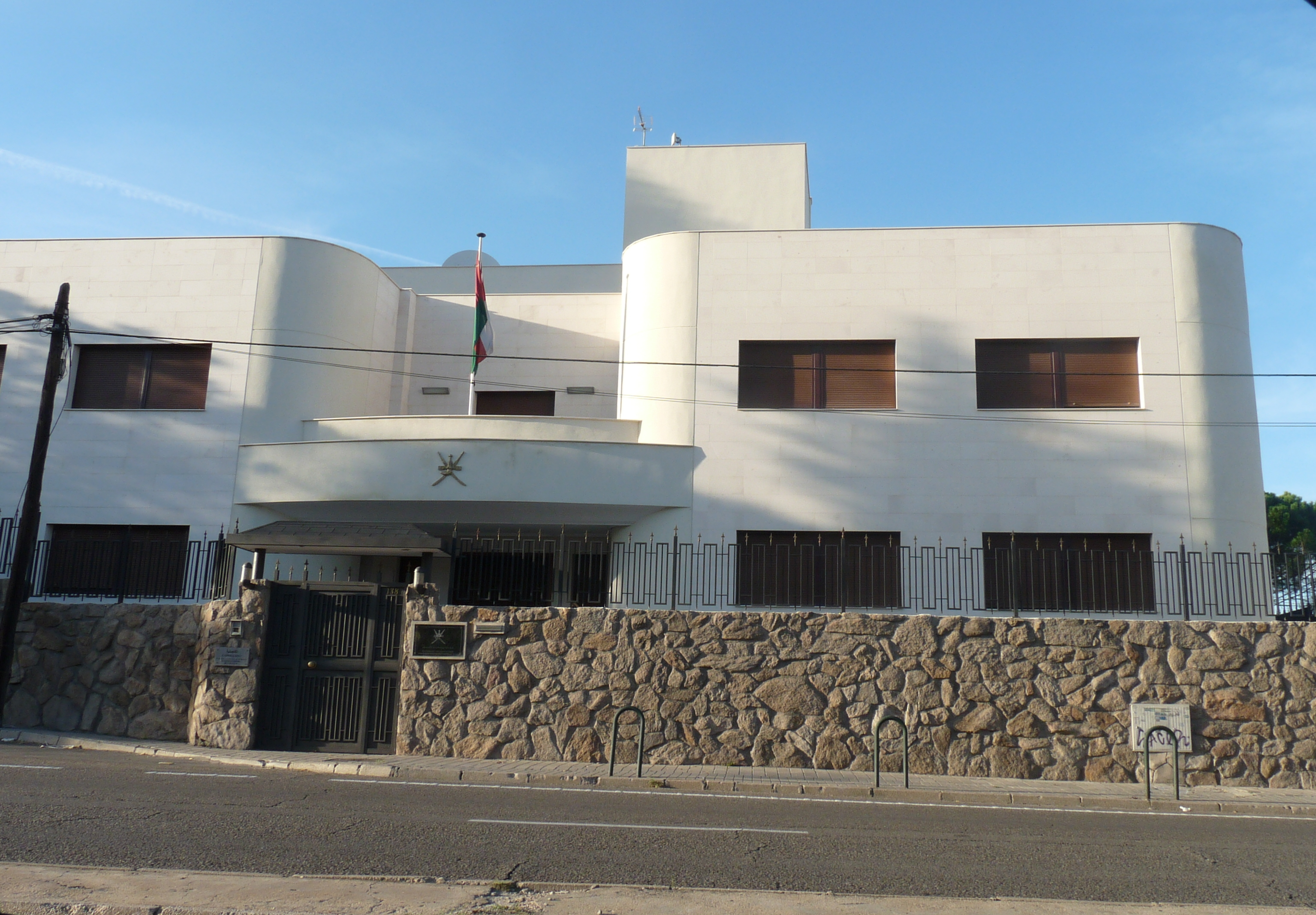
Embajada de Omán en Madrid, avenida del Cardenal Herrera Oria.

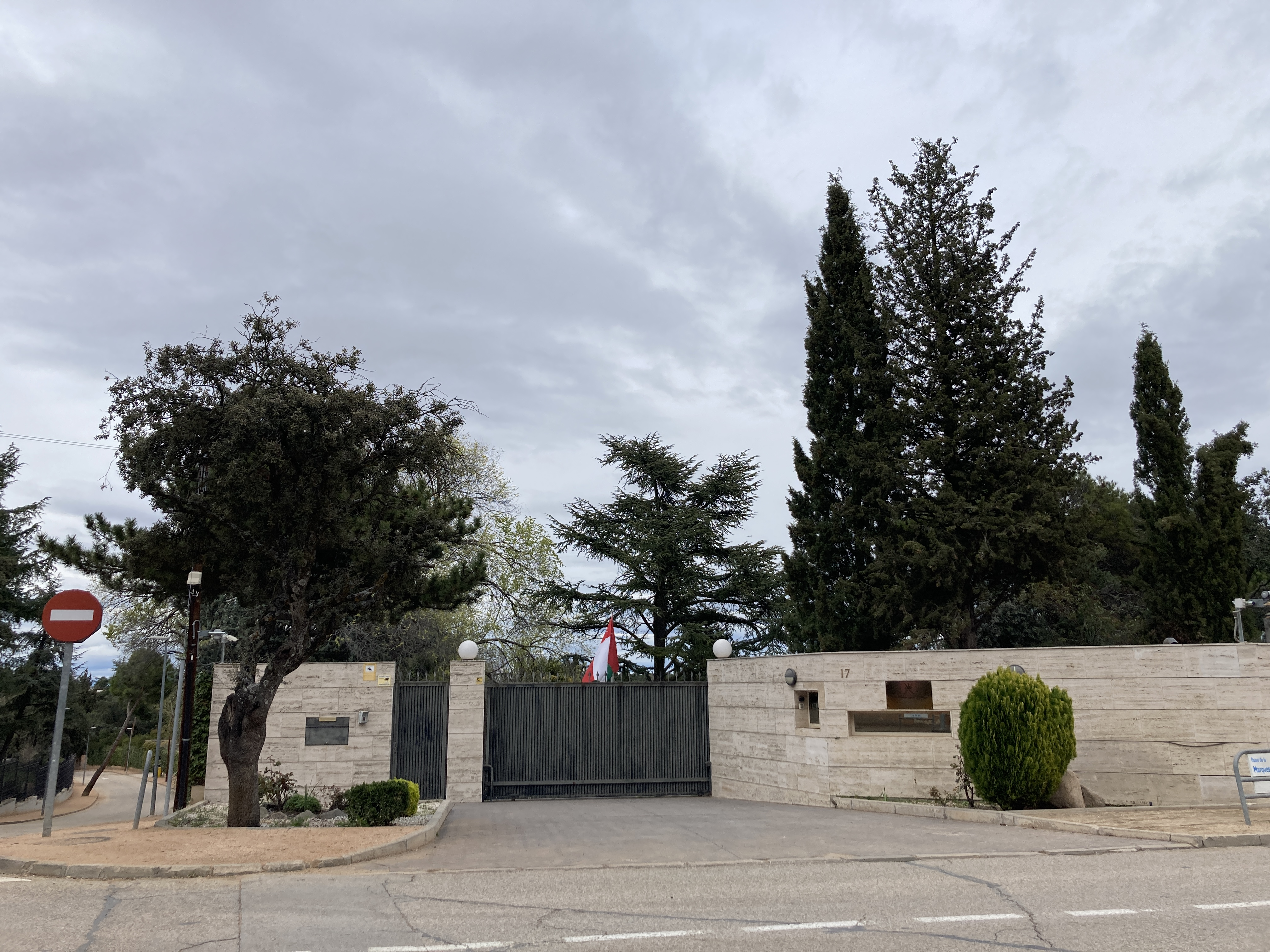
Residencia del embajador de Omán en Alcobendas.

España y el Sultanato de Omán establecieron relaciones diplomáticas en 1972, y en 2004 tuvo lugar la apertura de la Embajada de España en Mascate. En
2006 Omán nombró su primer embajador en España. En 2008 se abrió la Oficia Comercial de nuestra Embajada.

## Relaciones económicas
Las relaciones económicas bilaterales entre Omán y España son modestas aunque muestran tendencia a crecer. Hay que tener en cuenta que, aparte del sector de hidrocarburos, el mercado omaní es pequeño siendo su área de influencia comercial principalmente el Océano Índico y el sudeste asiático. En 2013, Omán se situó como el 58 país en la lista de países importadores de bienes españoles y el 79 en la lista de países exportadores de bienes a España. En cuanto a relaciones de inversión bilaterales, Omán es desde 1993 el 34.º país inversor en España (en términos de inversión directa extranjera) y el 104.º país receptor de inversión directa española en el exterior (en términos acumulados desde 1993).